# Killyloch
Killyloch – destylarnia single malt whisky, obecnie niedziałająca, znajdująca się w mieście Airdrie w Szkocji. Destylowana w niej była whisky Glenflagler, pierwsza produkcja ruszyła w lutym 1965. Marka nie odniosła sukcesu i destylarnia została ostatecznie zamknięta i zburzona przez Inver House Distillers Limited w lipcu 1985.
Nazwa Killyloch jest przekłamaniem nazwy lokalnego jeziora, Lillyloch i najprawdopodobniej powstała w wyniku niedokładnego przemalowania szablonu na pierwszych beczkach z trunkiem.